# Швенцер, Карл

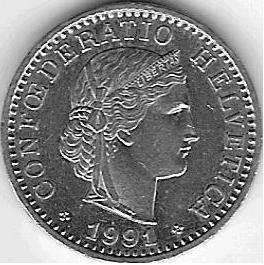
20 сантимов, Швейцария. Аверс, разработанный Швенцером, используется с 1881 года до настоящего времени

Карл Швенцер (нем. Karl Schwenzer, 26 февраля 1843, Лёвенштайн — 29 ноября 1904, Штутгарт) — немецкий медальер и резчик монетных штемпелей.

## Биография
Родился в семье токаря Людвига Швенцера, из шести его братьев и сестёр четверо умерли молодыми. Вместе со своим младшим братом Августом получил художественное образование и прошёл ремесленное обучение. У своего старшего брата Людвига учился гравёрному мастерству. С 1857 года в течение четырёх лет учился у придворного вюртембергского гравёра Георга Шиллера, затем три года работал в Штутгарте. В 1864—1867 годах учился в Нюрнберге, в Королевской художественной школе.
В 1867—1868 годах работал в Париже у медальера Тассе, затем, до 1872 года — в Лондоне.
В 1872 году переехал в Вену. С 1874 года — почётный член венской Академии изобразительных искусств.
В 1875 году вернулся в Штутгарт, где работал на вюртембергском монетном дворе. С 1878 года — придворный медальер. С 1883 по 1885 год работал в Берлине.
В 1881 году — рыцарь Ордена Фридриха, в 1886 году — рыцарь I класса Ордена Церингенского льва.
Изготовил ряд наградных медалей для университетов (первую, с портретом Кеплера, для Тюбингенского университета — ещё в период учёбы в Нюрнберге), портретных медалей (в честь канцлера Бисмарка в 1885, фельдмаршала Мольтке в 1895 и др.), медалей в честь различных событий (Всемирная выставка в Вене в 1873, завершение строительства Ульмского собора в 1890 и др.).
В период работы на монетном дворе в Штутгарте создал значительную часть аверсов монет Вюртемберга. Выполнил также штемпеля некоторых монет Болгарии и Швейцарии. Реверсы монет, как правило, выполнялись другими гравёрами.
Спроектировал ряд государственных наград — медаль Карла и Ольги, медаль «За военные заслуги» и др.
Всего создал около 120 монет и медалей. Некоторые свои работы подписывал «К SCHWENZER» или «K.S.F.».
Умер в 1904 году от менингита.